# Ronde van Italië 2016/Vierde etappe
De vierde etappe van de Ronde van Italië 2016 werd gereden op 10 mei 2016 van Catanzaro naar Praia a Mare. De etappe was 200 kilometer lang. Onderweg waren twee beklimmingen van de 3e categorie.

## Verloop
Na vijftien kilometer ontstaat een ontsnapping met vier renners: Nicola Boem, Matthias Brändle, Joey Rosskopf en Matej Mohorič. In de klim van derde categorie naar San Pietro op 50 kilometer van de meet moet Brändle voorin lossen. In het peloton lossen roze trui Marcel Kittel en andere sprinters zoals Elia Viviani en Caleb Ewan. Even later worden de vluchters ingerekend. Op 37 kilometer van de meet versnellen ploegmaats Axel Domont en Guillaume Bonnafond uit het peloton. Domont en Bonnafond worden bijgehaald op 25 kilometer van de finish. Er ontstaat een groep met zeven renners met daarbij Tim Wellens, Pieter Serry, Alessandro De Marchi en Stefano Pirazzi. Daarna probeert Diego Ulissi het solo. Hij houdt een handvol seconden over aan de finish. Tom Dumoulin wordt tweede en pakt opnieuw de roze trui.

## Uitslag
| Catanzaro - Praia a Mare (200 km) |                     |                            |          |
| Plaats                            | Naam                | Ploeg                      | Tijd     |
| Winnaar                           | Diego Ulissi        | Lampre-Merida              | 4u46'51" |
| 2                                 | Tom Dumoulin        | Team Giant-Alpecin         | + 5"     |
| 3                                 | Steven Kruijswijk   | Team LottoNL-Jumbo         | z.t.     |
| 4                                 | Alejandro Valverde  | Movistar Team              | + 6"     |
| 5                                 | Gianluca Brambilla  | Etixx-Quick Step           | z.t.     |
| 6                                 | Vincenzo Nibali     | Astana Pro Team            | z.t.     |
| 7                                 | Ilnoer Zakarin      | Team Katjoesja             | z.t.     |
| 8                                 | Matteo Busato       | Wilier Triestina-Southeast | z.t.     |
| 9                                 | Esteban Chaves      | Orica GreenEDGE            | z.t.     |
| 10                                | Nicolas Roche       | Team Sky                   | z.t.     |
| 11                                | Sergej Firsanov     | Gazprom-RusVelo            | z.t.     |
| 12                                | Rafał Majka         | Tinkoff                    | z.t.     |
| 13                                | Georg Preidler      | Team Giant-Alpecin         | z.t.     |
| 14                                | Domenico Pozzovivo  | AG2R La Mondiale           | z.t.     |
| 15                                | Kanstantsin Siwtsow | Dimension Data             | z.t.     |
|                                   |                     |                            |          |
| 52                                | Maxime Monfort      | Lotto Soudal               | + 1'11"  |

## Klassementen
| Algemeen klassement |                    |                    |           |
| Plaats              | Naam               | Ploeg              | Tijd      |
| Roze trui           | Tom Dumoulin       | Team Giant-Alpecin | 14u00'09" |
| 2                   | Bob Jungels        | Etixx-Quick Step   | + 20"     |
| 3                   | Diego Ulissi       | Lampre-Merida      | z.t.      |
| 4                   | Steven Kruijswijk  | Team LottoNL-Jumbo | + 24"     |
| 5                   | Georg Preidler     | Team Giant-Alpecin | z.t.      |
| 6                   | Vincenzo Nibali    | Astana Pro Team    | + 26"     |
| 7                   | Alejandro Valverde | Movistar Team      | + 31"     |
| 8                   | Jakob Fuglsang     | Astana Pro Team    | + 35"     |
| 9                   | Nicolas Roche      | Team Sky           | + 37"     |
| 10                  | Esteban Chaves     | Orica GreenEDGE    | z.t.      |
|                     |                    |                    |           |
| 41                  | Maxime Monfort     | Lotto Soudal       | + 1'50"   |

| Puntenklassement |                    |                    |        |
| Plaats           | Naam               | Ploeg              | Punten |
| Rode trui        | Marcel Kittel      | Etixx-Quick Step   | 106    |
| 2                | Maarten Tjallingii | Team LottoNL-Jumbo | 80     |
| 3                | Elia Viviani       | Team Sky           | 53     |
| 4                | Diego Ulissi       | Lampre-Merida      | 50     |
| 5                | Tom Dumoulin       | Team Giant-Alpecin | 50     |

| Bergklassement |                    |                    |        |
| Plaats         | Naam               | Ploeg              | Punten |
| Blauwe trui    | Damiano Cunego     | Nippo-Vini Fantini | 7      |
| 2              | Nicola Boem        | Bardiani CSF       | 7      |
| 3              | Maarten Tjallingii | Team LottoNL-Jumbo | 5      |
| 4              | Stefano Pirazzi    | Bardiani CSF       | 4      |
| 5              | Joey Rosskopf      | BMC Racing Team    | 4      |

| Jongerenklassement |                 |                             |           |
| Plaats             | Naam            | Ploeg                       | Tijd      |
| Witte trui         | Bob Jungels     | Etixx-Quick Step            | 14u00'29" |
| 2                  | Davide Formolo  | Cannondale Pro Cycling Team | + 37"     |
| 3                  | Sebastián Henao | Team Sky                    | + 1'14"   |
| 4                  | Stefan Küng     | BMC Racing Team             | + 1'22"   |
| 5                  | Carlos Verona   | Etixx-Quick Step            | + 1'23"   |

| Ploegenklassement (tijd) |                             |           |
| Plaats                   | Ploeg                       | Tijd      |
| 1                        | Astana Pro Team             | 42u01'56" |
| 2                        | Etixx-Quick Step            | + 13"     |
| 3                        | Team Sky                    | + 34"     |
| 4                        | Team Katjoesja              | + 36"     |
| 5                        | Cannondale Pro Cycling Team | + 40"     |

## Opgaves
- Alexandre Geniez (FDJ)

1e etappe ·
2e etappe ·
3e etappe ·
4e etappe ·
5e etappe ·
6e etappe ·
7e etappe ·
8e etappe ·
9e etappe ·
10e etappe ·
11e etappe ·
12e etappe ·
13e etappe ·
14e etappe ·
15e etappe ·
16e etappe ·
17e etappe ·
18e etappe ·
19e etappe ·
20e etappe ·
21e etappe
Startlijst · Eindstanden · Afbeeldingen